# Herbert William Conn
Herbert William Conn (Fitchburg, Massachusetts, 10 de gener de 1859 - Middletown, Connecticut, 18 d'abril de 1917) va ser un naturalista, bacteriòleg i educador nord-americà.
Va néixer a Fitchburg, Massachusetts, fill de Reuben Rice Conn i Harriot Elizabeth. Va emmalaltir de febre reumática en la seva joventut i va deixar de concórrer a l'escola pública a causa de la seva salut. Per això va anar a l'Acadèmia Cushing, una escola privada de Ashburnham, Massachusetts. Després va cursar estudis a la Universitat de Boston on en 1881 es va graduar segon de la seva classe. Després va cursar estudis a l'escola de graduats de la Universitat Johns Hopkins en 1881, on es va doctorar el 1884, especialitzant-se en morfologia animal, fisiologia i histologia amb una tesi titulada "Life-history of Thalassema", per la qual després li va ser atorgat el premi Walker de la Boston Society of Natural History. L'agost de 1885, es casa amb Julia M. Joel amb qui va tenir dos fills.
Després de graduar-se, comença a treballar a la Universitat Wesleyana com a instructor de biologia, sent ascendit en 1887 a professor de biologia i fundant el departament de biologia de la universitat. Durant la resta de la seva carrera estarà a càrrec del departament de biologia. Aquest mateix any és designat director interí del departament de zoologia de l'Institut Martha Vineyard Summer. En el període 1889–90 ensenya biologia en el Trinity College, després entre 1890 i 1897 és director del Laboratori de Biologia Cold Springs.
A partir de desembre de 1898, col·labora en la fundació de la Societat Nord-americana de Microbiologia; sent el seu secretari durant 3 anys, i el seu president el 1902. El 1901 imparteix cursos de bacteriologia en el Connecticut Agricultural College. El 1905 va ser designat el bacteriòleg de l'estat de Connecticut, i ajuda a organitzar i dirigir el Laboratori de Bacteriologia de l'Estat. Al març de 1911, el Comitè de la llet de Nova York el designa membre de la Comissió Nacional d'Estàndards per a la Llet.
Durant la seva carrera, Conn va publicar més de 150 treballs, a més de diversos llibres de text per a escoles. Es va destacar per descobrir que la febre tifoidea pot ser distribuïda per les ostres i va ser un especialista reconegut en l'àmbit de la bacteriologia dels productes làctics.